# Б'юкенен-Лейк (Техас)
Б'юкенен-Лейк (англ. Buchanan Lake Village) — переписна місцевість (CDP) в США, в окрузі Ллано штату Техас. Населення — 720 осіб (2020).

## Географія
Б'юкенен-Лейк розташований за координатами 30°51′24″ пн. ш. 98°26′22″ зх. д. / 30.85667° пн. ш. 98.43944° зх. д. (30.856558, -98.439367).  За даними Бюро перепису населення США в 2010 році переписна місцевість мала площу 8,61 км², з яких 3,85 км² — суходіл та 4,76 км² — водойми.

## Демографія
Згідно з переписом 2010 року, у переписній місцевості мешкали 692 особи в 350 домогосподарствах у складі 221 родини. Густота населення становила 80 осіб/км².  Було 690 помешкань (80/км²).
Расовий склад населення:
| - 98,4 % — білих - 0,4 % — азіатів - 0,1 % — корінних американців - 0,1 % — чорних або афроамериканців |

До двох чи більше рас належало 0,9 %. Частка іспаномовних становила 2,3 % від усіх жителів.
За віковим діапазоном населення розподілялося таким чином: 9,5 % — особи молодші 18 років, 53,5 % — особи у віці 18—64 років, 37,0 % — особи у віці 65 років та старші. Медіана віку мешканця становила 60,5 року. На 100 осіб жіночої статі у переписній місцевості припадало 98,3 чоловіків;  на 100 жінок у віці від 18 років та старших — 92,6 чоловіків також старших 18 років.
Середній дохід на одне домашнє господарство  становив 45 283 долари США (медіана — 27 857), а середній дохід на одну сім'ю — 49 026 доларів (медіана — 45 000). Медіана доходів становила 97 619 доларів для чоловіків та 21 250 доларів для жінок. За межею бідності перебувало 9,0 % осіб, у тому числі 5,1 % дітей у віці до 18 років та 9,4 % осіб у віці 65 років та старших.
Цивільне працевлаштоване населення становило 224 особи. Основні галузі зайнятості: будівництво — 25,0 %, науковці, спеціалісти, менеджери — 19,6 %, освіта, охорона здоров'я та соціальна допомога — 11,6 %, транспорт — 11,2 %.